# Eva Stegeman
Eva Stegeman (Gouda, 4 augustus 1971) is een Nederlands violiste. 

## Opleiding
Eva Stegeman studeerde bij Davina van Wely aan het Koninklijk Conservatorium in Den Haag. Daarna volgde zij een postgraduate studie in Londen bij David Takeno aan de Guildhall School of Music and Drama. Daar werd haar de M. Warsaw Chamber Music Interpretation Award toegekend. In 1995 won zij de tweede prijs op het 15e Nationaal Vioolconcours Oskar Back voor haar vertolking van het Vioolconcert van Ludwig van Beethoven. Ze was toen al een jaar concertmeester van het Nationaal Jeugdorkest.  Zij nam deel aan internationale masterclasses onder leiding van violisten en pedagogen als György Sebök, Viktor Liberman, Herman Krebbers, Boris Belkin en Lorrand Fenyves.

## Activiteiten
Stegeman soleerde met orkesten en ensembles als het European Union Chamber Orchestra, het Orfeo Orchester Budapest, Amsterdam Sinfonietta, de Bielefelder Symphoniker, Sinfonia Rotterdam, het Arezzo Ensemble en het Nationaal Jeugd Orkest en Combattimento Consort Amsterdam.
Sinds 2003 is zij dirigerend concertmeester bij het European Union Chamber Orchestra.
In mei 2007 vond onder haar muzikale leiding een serie voorstellingen van Mozarts Don Giovanni plaats in Thansau (Zuid-Duitsland).
Sinds 2007 is Stegeman concertmeester bij Sinfonia Rotterdam onder leiding van Conrad van Alphen.
Stegeman is tevens werkzaam als kamermusicus. Ze maakt deel uit van het Leupold Trio en het Cristofori Piano Quartet.
Stegeman is oprichter en artistiek leider van het Internationaal Kamermuziekfestival Den Haag dat sinds 2003 jaarlijks plaatsvindt; voorheen in september, sinds 2013 in het voorjaar.

## Instrument
Eva Stegeman bespeelt een Rogeri viool, vervaardigd in Brescia (Italië) in circa 1680.
- Gemeinsame Normdatei: 14148196X
- Virtual International Authority File: 121679768
- WorldCat: E39PBJm4QP8VBRQ3wWB9p9XPQq